# Macheng
Macheng (chiń. 麻城; pinyin Máchéng) – miasto na prawach powiatu we wschodnich Chinach, w prowincji Hubei, w prefekturze miejskiej Huanggang. W 2000 roku liczyło ok. 1,1 mln mieszkańców.